# 몰디브 금융관리국
몰디브 금융관리국(영어: Maldives Monetary Authority, 약칭 MMA)은 몰디브의 중앙은행이다. 1981년 몰디브 금융법이 제정되었으며, 같은 해 7월 1일 지금의 몰디브 금융관리국이 설립되었다.
몰디브 루피야의 가치의 유지 등 몰디브 경제에 중요한 역할을 맡고 있다.